# Priorat St. Blasius (Nikosia)
St. Blasius (auch: Saint-Blaise) war ein Priorat des Zisterzienserklosters St. Georg von Jubin in Nikosia auf der Insel Zypern.

## Geschichte
1192 sprach Guido von Lusignan dem Kloster St. Georg von Jubin ein jährliches Einkommen von 200 Byzantinern aus den Zolleinnahmen des Marktes Nikosia zu. Als Papst Innozenz III. die Aufnahme Jubins in den Zisterzienserorden zuließ, bestätigte er in einer Bulle diese Zahlung und weitere 25 Byzantiner aus Ansprüchen des Klosters in dem Dorf Sonie (oder Sanida). Da zuvor von dem Priorat von St. Blasius nicht die Rede war, muss es danach um 1215 entstanden sein, möglicherweise um die Einkünfte in Zypern verwalten zu können.
1268 mussten die Zisterzienser aus Jubin vor dem Mameluken fliehen. Sie fanden Zuflucht im Kloster Beaulieu in Zypern. 1271 appellierten die Mönche an das Generalkapitel des Zisterzienserordens, in einer ihrer Grangien leben zu dürfen. Sie siedelten in ein Gebäude des Priorats St. Blasius über. Zwischen 1291 und 1297 konnten sie in das neue Kloster St. Maria di Jubino bei Genua umsiedeln. Die Einkünfte in Nikosia blieben auch für das neue Kloster in Genua bestehen. Im 13. Jahrhundert erhielt das Priorat St. Blasius weitere Einkünfte in Kreta und im 14. Jahrhundert ist zum letzten Mal von einem Prior von St. Blasius in den Quellen die Rede.